# Związek Hodowców Psów Rasowych
Związek Hodowców Psów Rasowych (ZHPR) – organizacja kynologiczna, powstała w 2000 roku, zrzeszająca hodowców, właścicieli i miłośników psów rasowych.
Związek Hodowców Psów Rasowych jest zarejestrowany na terenie Rzeczypospolitej Polskiej z siedzibą w Częstochowie. ZHPR ma nadany nr KRS, NIP, REGON oraz weterynaryjny numer identyfikacyjny.
Organizacja prowadzi serwis internetowy.
ZHPR w 2011 roku został członkiem działającej od 1976 r. międzynarodowej organizacji kynologicznej United Kennel Clubs International z siedzibą w Niemczech.
Rodowody ZHPR są honorowane w kilkudziesięciu krajach na całym świecie. Stowarzyszenie współpracuje z różnego rodzaju organizacjami działającymi w obszarze szeroko pojętej kynologii, a zwłaszcza z władzami samorządowymi w aspekcie organizowanych wystaw psów rasowych. Na podstawie podpisanej umowy z Fundacją Instytutu Zootechniki Państwowego Instytutu Badawczego w podkrakowskich Balicach wdrożono program umożliwiający wykonywanie badań DNA psów w kierunku pochodzenia. Organizowane przez ZHPR imprezy kynologiczne przyczyniają się do popularyzacji idei hodowli psów rasowych (według zasady: rasowy = rodowodowy), krzewienia właściwego stosunku ludzi do zwierząt oraz przeciwstawiania się nieprzemyślanemu rozmnażaniu psów, co jest szczególnie istotne w aspekcie ustawy z dnia 16 września 2011 r. o zmianie ustawy o ochronie zwierząt oraz ustawy o utrzymaniu czystości w gminach.
ZHPR prowadzi własne księgi rodowodowe oraz organizuje wystawy psów rasowych o randze krajowej (z prawem przyznania certyfikatu CAC) i międzynarodowej (z prawem przyznania certyfikatu UKCIB).
Organami wewnętrznymi organizacji są m.in. Kolegium Sędziów, Komisja Hodowlana, Komisja Dyscyplinarna i Kluby Ras. Związek posiada jednostki terenowe – Oddziały Regionalne.
Psy należące do ZHPR mogą uczestniczyć w wystawach organizowanych przez związki należące do Polskiej Unii Kynologicznej.